# Leif Damgaard
Leif Damgaard, född 1923, död 2000, var en dansk arkitekt. Han var medlem i Akademisk Arkitektforening (titel M.M.A.). 
Till hans kända arbeten i Stockholmstrakten hör bryggeribyggnaderna i Vårby (f.d. Wårby Bryggerier, numera Spendrups Bryggeri) som han ritade 1963 för Kooperativa Förbundet. Han gav det höga brygghuset mot Södertäljevägen ett utseende som framhävde den vertikala framställningsprocessen. Fasaderna är av blank aluminium och helt uppglasade på båda långsidorna. Genom de stora glasytorna syns bland annat vörtpannorna i koppar.
I Stockholms innerstad märks byggnaden för Hotell Anglais (numera Scandic Anglais) vid Humlegårdsgatan 23 som uppfördes åren 1963 till 1967 efter Damgaards ritningar. Fasaden gestaltades med stenplattor i vit granit med viss reliefmässig artikulering.

## Bilder

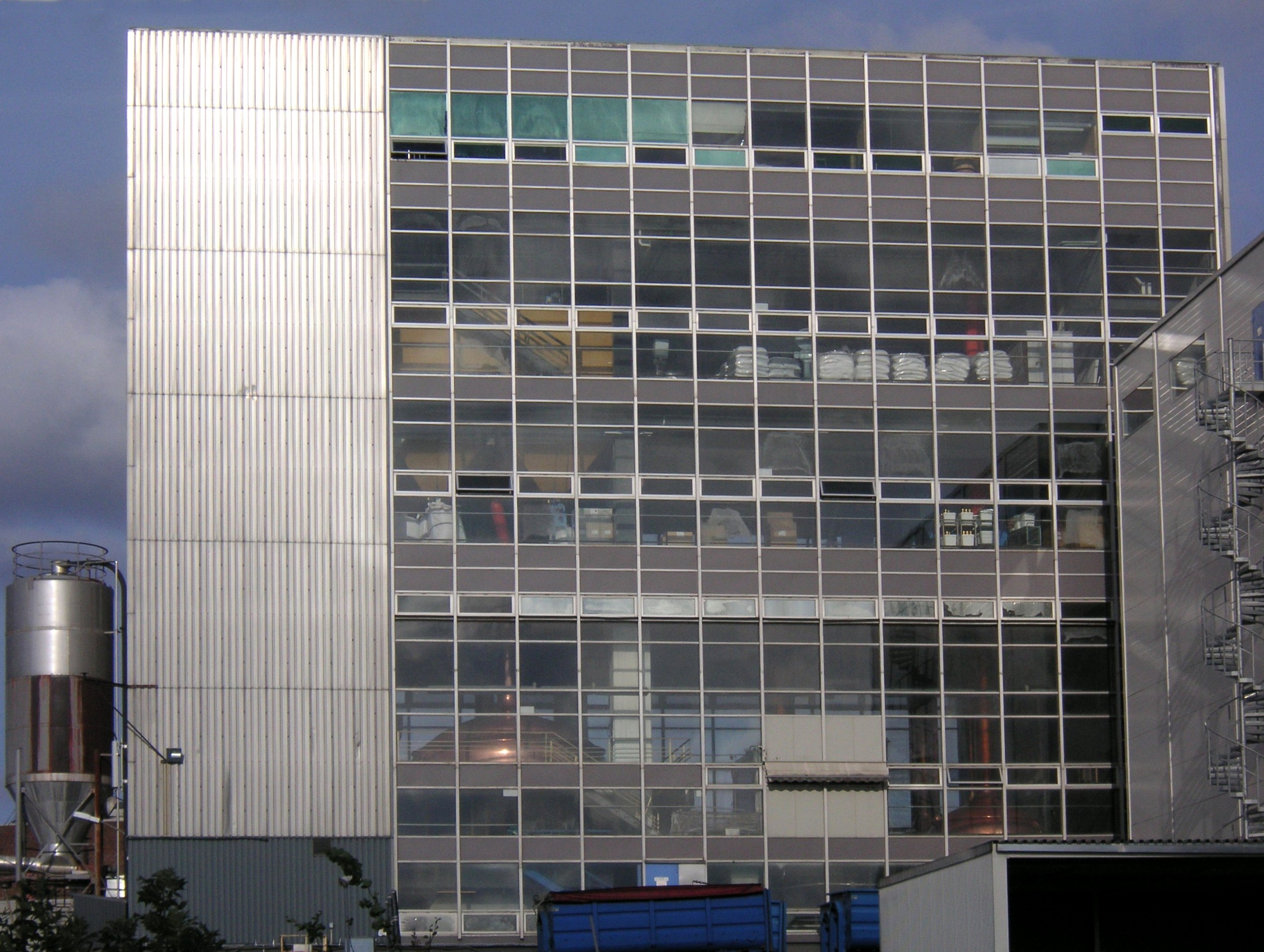
F.d. Wårby Bryggerier
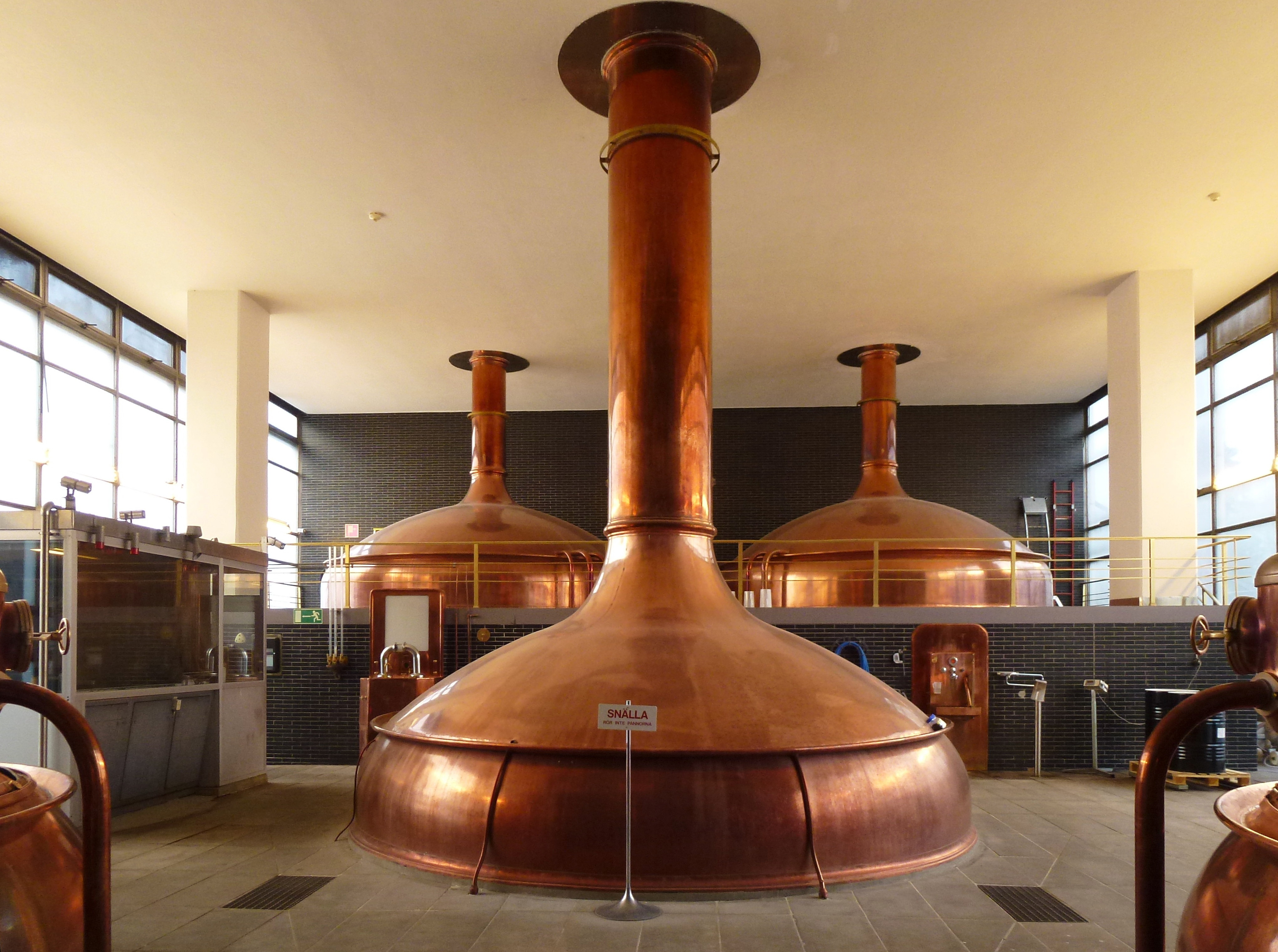
Brygghuset, Wårby Bryggerier
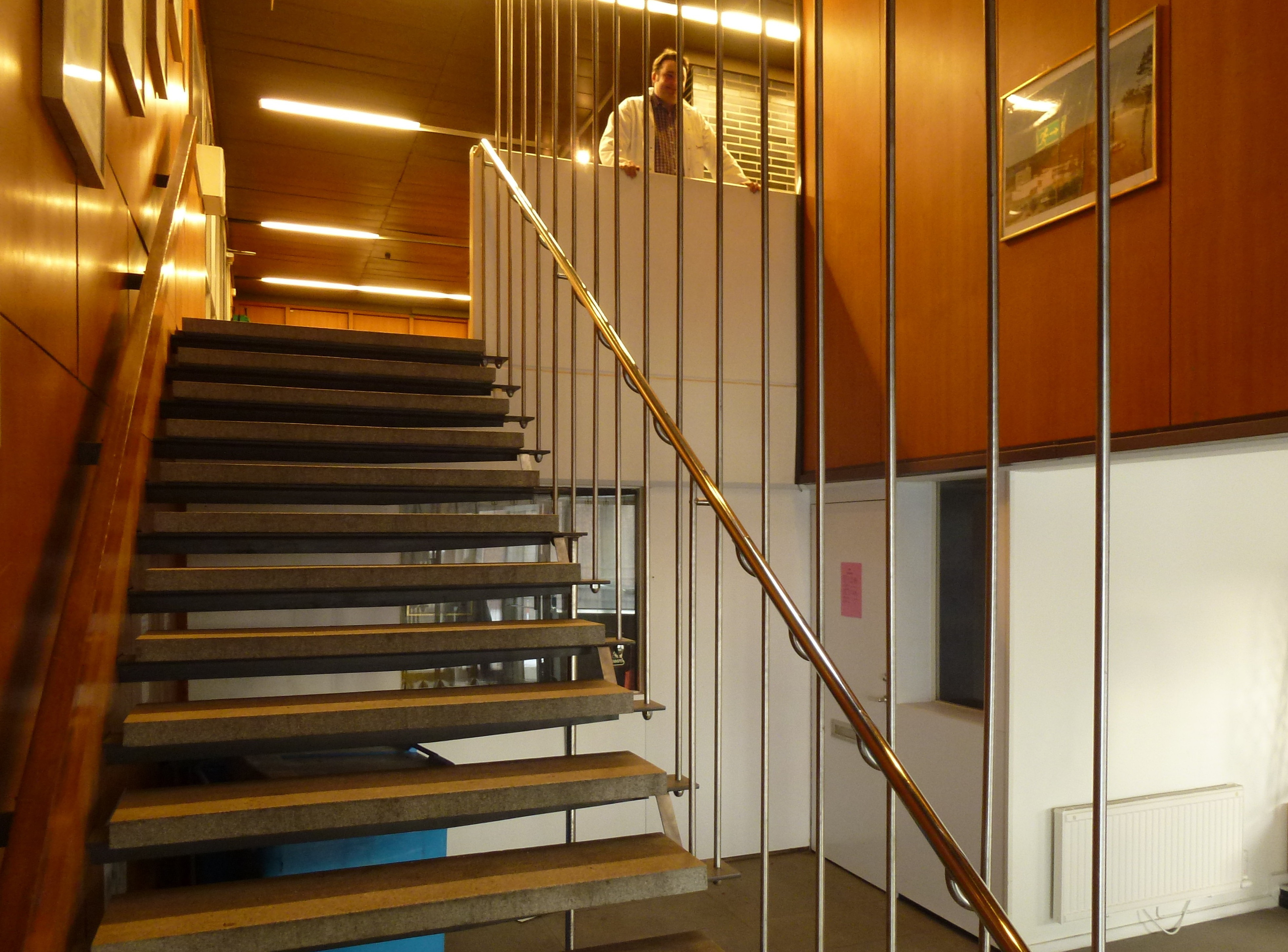
Huvudtrappa, Wårby Bryggerier
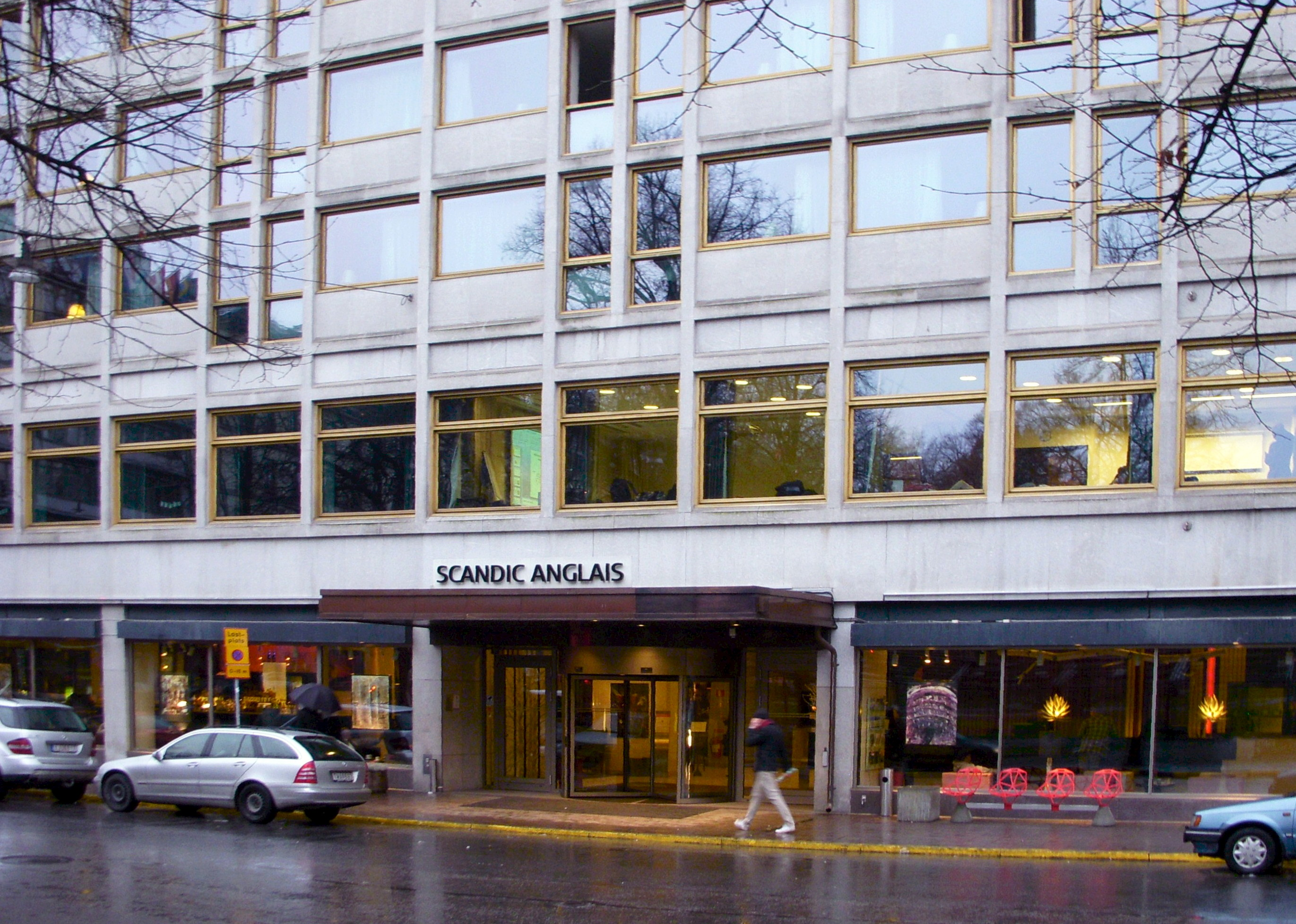
Hotell Anglais